# Fred-Günter Schroeder
Fred-Günter Schroeder (* 30. Dezember 1930 in Dortmund; † 1. August 2019) war ein deutscher Botaniker.

## Leben und Wirken
Er war Professor an der Universität Göttingen, wo er den Lehrstuhl für Pflanzensystematik innehatte. Sein Spezialgebiet waren die Gehölze. Er bearbeitete das Werk von Jost Fitschen "Gehölzflora" ab der 8. Auflage 1987.
Er war Mitglied im erweiterten Vorstand der Deutschen Dendrologischen Gesellschaft (DDG). 
Sein botanisches Autorenkürzel lautet „F.G.Schroed.“

## Werke (Auswahl)
- Lehrbuch der Pflanzengeographie. 1998.
- Die Gärten von Schloss Trauttmansdorff. Bozen 2001.